# Josep Miró i Junqué
Josep Miró i Junqué, àlies Pepus (La Bisbal del Penedès, ca. 1847 - Barcelona, 1913) fou un militar carlí català.
Va ingressar en l'Exèrcit espanyol pel sistema de quintes i s'incorporà al regiment de Toledo, amb guarnició a València, on es trobava en proclamar-se la revolució de 1868 que destronà Isabel II. Miró s'enfrontà als revolucionaris i a les ordres del marquès de Novaliches participà en la batalla d'Alcolea.
Després es retirà de l'Exèrcit i tornà al seu poble. L'any 1872, en iniciar-se la tercera guerra carlina, alçà una partida de 80 homes, a les ordres del mateix alcalde de La Bisbal. Van combatre al Penedès durant alguns mesos, i després marxaren cap el camp de Tarragona, on es van sumar a les forces del general Domingo Sans, participant-hi en l'acció del Mas d'en Mestres i en el combat del Masroig.
Josep Miró assistí al coronel Francesch a l'entrada a Reus, però arran de la mort de Francesc, aquelles forces carlines es dispersaren i va passar a les ordres de Francesc Sardà ("Quico de Constantí") amb qui va romandre pocs dies.
L'alcalde de La Bisbal, que comandava la partida, es va presentar als liberals per a rebre l'indult, però Pepus i vuit bisbalencs més, que ho van considerar una traïció, van continuar la lluita pel pretendent Carles VII. Deu dies després va passar a les ordres immediates de Martí Miret, qui operava a La Bisbal. L'any 1873 Pepus fou nomenat subtinent pel germà del pretendent i general en cap dels Exèrcits carlins catalans, Alfons de Borbó i Àustria-Este.
Amb Massachs intervingué en l'entrada a Berga i a les accions de la Gleva, Oristà, Casserres i Prats de Lluçanès. Destacà també a l'ocupació d'Igualada i Caldes de Montbui, als atacs als combois de Berga i a les entrades a Valls, Vic, Manresa, El Vendrell i Molins de Rei, entre d'altres.
Pels seus mèrits a l'acció d'Oristà va ser ascendit a tinent d'Infanteria. Pel combat de la Gleva, li fou atorgada la Creu de San Fernando i per la de Casserres, la Creu del Mèrit Militar. El 25 de setembre de 1874 fou ascendit a capità pel general en cap Rafael Tristany i el 21 de febrer de 1876 va rebre la medalla de Carles VII, de plata, i el grau de comandant. Tenia un ull de vidre.
Acabada la guerra, es presentà a Manresa, però després emigrà a França amb la intenció de preparar un nou alçament, que fracassà. Va romandre a França fins que s'acollí a l'indult general i es traslladà a Barcelona, on treballà per a una fàbrica com a encarregat.
Continuà conspirant per a la causa carlina en les juntes i cercles tradicionalistes. Després de la pèrdua de Cuba i Filipines, l'any 1899, el general Josep B. Moore el nomenà tinent coronel i participà en una conspiració carlina. Quan es produí l'alçament de Badalona, Miró secundà la insurrecció i va aixecar una partida a les costes del Garraf. Allí aguantà alguns dies, fins que, perseguit pels Mossos d'Esquadra, la partida fou capturada, però Pepus aconseguí fugir amb alguns altres voluntaris ferits. Va marxar novament a França, on va romandre fins que li arribà un indult el 6 d'abril de 1901.
Durant els darrers anys de la seva vida fou vicepresident de l'Agrupació general de veterans carlins. Estava casat amb Maria Mayoral. Morí a Barcelona, al carrer de Trafalgar, núm. 41, el 20 de setembre de 1913. Segons la necrologia que va publicar a la seva mort El Correo Español, pocs dies abans de morir va dir: "Hem de fer alguna cosa. Si el rei no vol venir, porteu-lo; si no, tots morirem al llit".
Els funerals per la seva ànima se celebraren a l'església de Sant Pere de les Puel·les. Hi assistiren els seus germans Magí i Ramon, molts dirigents carlins catalans, veterans de l'antic batalló de Miret, una munió de sacerdots i comissions de centres tradicionalistes i de requetès. Fou enterrat al cementiri de Montjuïc en un nínxol de lloguer, però l'any 1986 la sepultura fou desnonada i les seves despulles van ser traslladades a l'ossera general.